# Calahorra
Calahorra − miasto w Hiszpanii, we wspólnocie autonomicznej La Rioja. W 2008 liczyło 24 338 mieszkańców.